# Prison de Serkadji
Pour les articles homonymes, voir Barberousse.
La prison de Serkadji, précédemment nommée prison de Barberousse, est une ancienne prison de haute sécurité, construite à Alger durant la colonisation française.

## Histoire
La prison est construite en 1856 sur les lieux d'une ancienne fortification de la régence d'Alger située dans la haute Casbah d'Alger dominant la mer. Au temps de la colonisation on l'appelle « Prison de Barberousse », elle fut nommée par le chef de bataillon Filhon, commandant de la Brigade topographique, du nom donné par les Européens à Arudj Reïs, dit Barberousse, corsaire d'origine grecque qui avait répondu à l'appel des Algérois et protégé Alger contre les visées de Charles Quint.

### Guerre d'Algérie

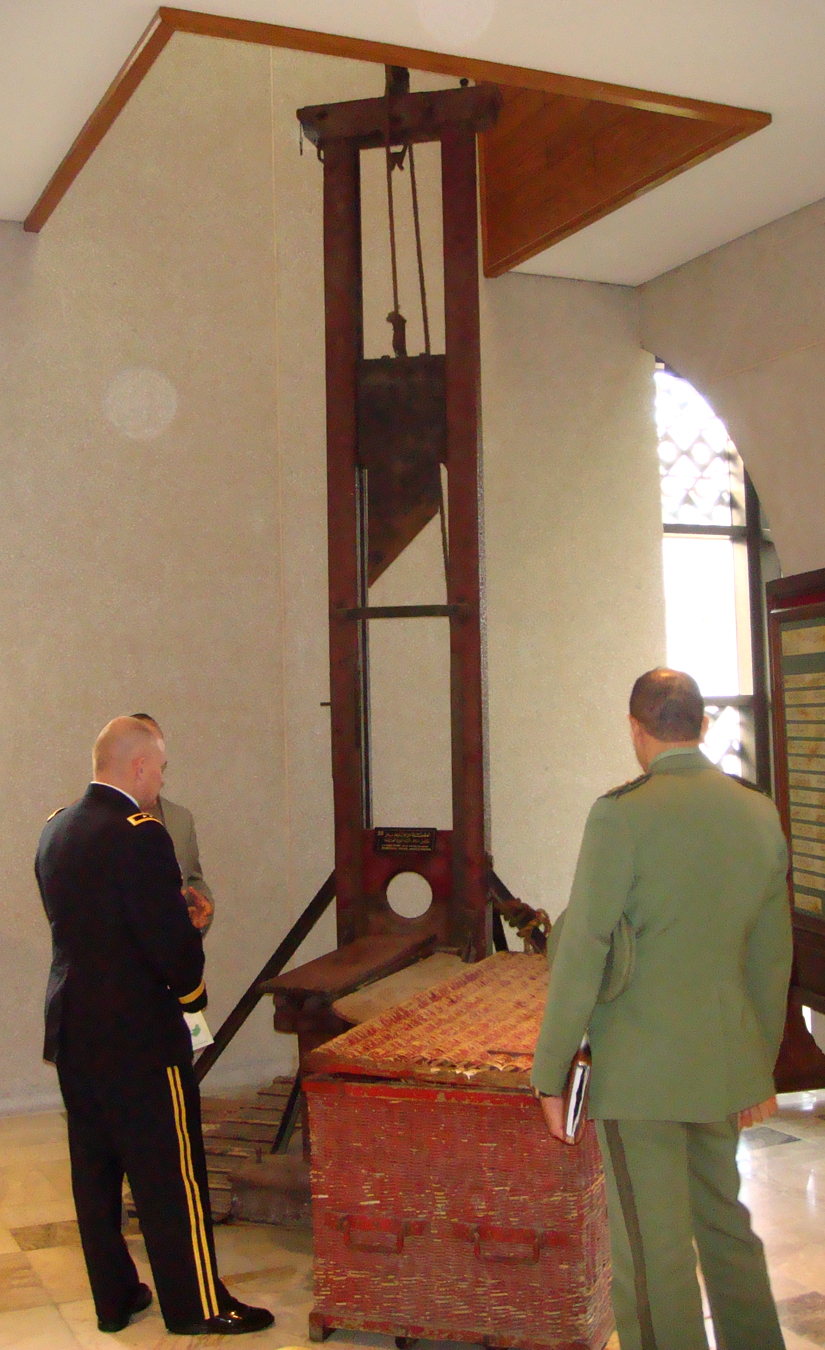
La guillotine de la prison Barberousse, qui a fait tomber la tête d'Ahmed Zabana et de beaucoup d'autres victimes de la guerre de libération jusqu'à la fin du colonialisme. Cette pièce est exposée au musée central de l'Armée à Alger.

Haut lieu de la répression durant la guerre d'Algérie, des centaines de militants du FLN de la base au sommet avaient été emprisonnés dans ses geôles, parmi eux, Ahmed Zabana et Abdelkader Ferradj, guillotinés le même jour, le 19 juin 1956, Fernand Iveton, guillotiné le 11 février 1957, Boualem Rahal et Abderrahmane Taleb, le 24 avril 1958. Les exécutions se faisant dans la cour de la prison, 58 exécutions au total. À leur tour, les pieds-noirs vont connaître aussi la prison de Barberousse, nombreux sont des activistes partisans de l'Algérie française connus pour leurs attentats terroristes contre les Algériens.

### Après l'indépendance
À l'indépendance de l'Algérie en 1962, la prison devait être transformée en musée par le président Ahmed Ben Bella, du fait de nombreux écrits sur les murs venant des militants du FLN incarcérés, la prison est fermée pour une courte durée et classée site historique comme symbole de l’oppression coloniale, redevenue prison sous le règne de Boumedienne dès la prise du pouvoir et rebaptisée “ Serkadji ” Plusieurs personnalités politiques et militants des droits de l'homme ont été emprisonnés pour délit d'opinion contre les régimes successifs de Boumedienne et de Chadli.
Durant la guerre civile algérienne,  des centaines d'islamistes du FIS et du GIA furent incarcérés, comme Abdelkader Hachani, président du bureau exécutif provisoire du FIS et Abdelhak Layada, ancien chef du GIA.
Lambarek Boumaarafi, membre du groupe d'intervention spéciale (GIS) dépendant de la Direction du renseignement et de la sécurité (DRS), fut incarcéré depuis 1992 pour l'assassinat de Mohamed Boudiaf.

#### Mutinerie
Une mutinerie a eu lieu entre le 21 et le 23 février 1995 dans la prison, le catalyseur à la mutinerie était l'évasion de prisonniers aidés par quatre gardiens. À l'issue de la mutinerie une centaine de morts sont dénombrés.

#### Hommage
L'ambassadeur de France en Algérie, Xavier Driencourt, a effectué, le 11 octobre 2011, une visite symbolique à la prison, s'est recueilli devant la stèle à la mémoire des condamnés à mort des militants du FLN guillotinés lors de la guerre d'indépendance. L’ambassadeur a reproduit dans le livre d'or de la prison deux phrases de Victor Hugo et d’Albert Camus, sur la peine de mort : (« On peut avoir une certaine indifférence sur la peine de mort, ne point se prononcer, dire oui et non, tant qu'on n'a pas vu de ses yeux une guillotine. »  V. Hugo. « Mais qu'est-ce donc que l'exécution capitale, sinon le plus prémédité des meurtres auquel aucun forfait criminel, si calculé soit-il, ne peut être comparé ? » A. Camus. ). Cette visite intervient également à l’occasion de la journée mondiale de l’abolition de la peine de mort.

## Fermeture de la prison
Le ministre algérien de la Justice, garde des sceaux, Tayeb Louh, avait annoncé que la prison sera fermée définitivement en 2014 et qui sera ensuite transformée en musée de la mémoire nationale. « Il s’agit là d’un objectif stratégique, lié à la mémoire nationale et à l’histoire de l’Algérie, qui nécessite que les autorités publiques mettent tout en œuvre, en vue de sa transformation en un musée, dans les plus brefs délais » a-t-il déclaré, le ministre a ajouté que « cette décision obéit un peu aux demandes quotidiennes émanant de la part de réalisateurs et cinéastes pour faire des prises de vue, ou filmer au niveau de la prison de Serkadji. »

## Détenus célèbres

### Militants indépendantistes
- Messali Hadj
- Djilali Bounaâma[9]
- Fatima Zekkal
- Nassima Hablal
- Mohammed Bellounis
- Fernand Iveton
- Ahmed Zabana
- Abdelkader Ferradj
- Abane Ramdane
- Rabah Bitat
- Yacef Saâdi
- Djamila Bouhired
- Zohra Drif
- Henri Alleg
- Annie Steiner
- Baya Hocine
- Danièle Minne
- Benyoucef Benkhedda
- Abderrahmane Taleb[10]
- Moufdi Zakaria
- Fadila Mesli
- Anna Gréki
- Claudine Lacascade-Khadda

### Militants anti-indépendantistes
- Alain de Sérigny[11]
- Jean-Jacques Susini[11]
- Jean-Claude Pérez[11]
- Marcel Ronda[11]
- Jean Demarquet[11]
- Jean Gardes[11]